# Cyanophora
Cyanophora, rod glaukofita. Postoji šest priznatih vrsta

## Vrste
1. Cyanophora biloba P.Kugrens, B.L.Clay, C.J.Meyer & R.E.Lee
2. Cyanophora cuspidata T.Takahashi & Nozaki
3. Cyanophora kugrensii T.Takahashi & Nozaki
4. Cyanophora paradoxa Korshikov - tipična
5. Cyanophora sudae T.Takahashi & Nozaki
6. Cyanophora tetracyanea Korshikov